# Distretto di Göynücek
Il distretto di Göynücek (in turco Göynücek ilçesi) è uno dei distretti della provincia di Amasya, in Turchia.